# 3236 Стренд
3236 Стренд (3236 Strand) — астероїд головного поясу, відкритий 24 січня 1982 року.
Тіссеранів параметр щодо Юпітера — 3,650.
Названо на честь американського астронома Кая Стренда англ. Kaj Aage Gunnar Strand, (1907—2000).